# Non oder Der vergängliche Ruhm der Herrschaft
Non oder Der vergängliche Ruhm der Herrschaft (Non', ou A Vã Glória de Mandar, Fernsehtitel Der vergängliche Ruhm der Herrschaft) ist ein portugiesischer Historienfilm von 1990 und wurde am 26. September 1990 auf dem Filmfestival in Cannes außer Konkurrenz uraufgeführt. Drehorte waren u. a. Spanien, Frankreich und der Senegal. Regisseur Manoel de Oliveira (1908–2015) widmete den Film seinen Enkeln. Der Film zeichnet sich durch eine komplexe Dramaturgie aus, in der die Hauptdarsteller der Rahmenhandlung im April 1974 gleichzeitig die Hauptrollen in den fünf historischen Rückblenden von ca. 150 v. Chr. bis 1578 einnehmen.

## Inhalt
Vorspann:
Non ist ein furchtbares Wort
António Vieira
Die Rahmenhandlung spielt Anfang April 1974 in einer portugiesischen Kolonie in Afrika. Es bleibt offen, ob es sich dabei um Portugiesisch-Guinea, Angola oder Mosambik handelt. Eine Gruppe Soldaten unter Führung des Leutnants Cabrita fährt auf einem Lkw im Dschungel zu einem Stützpunkt, um von dort aus gegen die Guerilla einer Befreiungsbewegung zu kämpfen.
Die Soldaten sind unschlüssig darüber, warum sie noch in diesem Krieg kämpfen („Ich frage mich, was wir hier überhaupt sollen“). Besonders kritisch sind der Corporal Brito und der Soldat Manoel. Alle haben eine fatalistische Haltung. Sie wissen, dass Portugal „den Rest der Welt“ als Gegner hat; nicht nur die Befreiungsbewegungen, sondern auch andere afrikanische Staaten, die US-Amerikaner, Russen, Chinesen und Europäer, die sämtlich den portugiesischen Kolonialkrieg kritisieren und die Befreiungsbewegungen mehr oder minder offen unterstützen. Sie nehmen die Situation aber auch mit einem gewissen Galgenhumor („Der Soldat ist immer nur aus Versehen im Krieg“, „Wir sitzen hier unschuldig im Wespennest“. „Wir sind hier nicht in Vietnam“).
Schließlich schaltet sich Leutnant Cabrita in die Gespräche ein. Er hat vor dem Militärdienst Geschichte studiert und versucht, ihre Situation aus der portugiesischen Nationalgeschichte heraus zu erklären. Deshalb schildert er ihnen Schlüsselereignisse aus der portugiesischen Geschichte, die als Rückblenden gezeigt werden.
In der ersten Rückblende berichtet Cabrita vom Kampf Viriathus gegen die römischen Invasoren, die Lusitanien erobern wollen. Viriathus, der Führer der Lusitanier, sei ein erfolgreicher Guerillaführer gewesen, aber gleichzeitig eine tragische Figur. Er habe das Positive an der römischen Zivilisation nicht erkannt und daher kein Königreich geschaffen, um diese Erkenntnisse weiter zu verwenden.
In der zweiten Rückblende berichtet Cabrita über das portugiesische Ziel, zusammen mit Spanien eine gemeinsame iberische Macht zu bilden. Doch die Götter hätten diesem Ziel eine Grenze gesetzt. Im Kastilischen Erbfolgekrieg 1475 bis 1479 scheiterte König Alfons in der Schlacht bei Toro 1476 gegen die Kastilier, so dass eine Vereinigung beider Königreiche nicht möglich war.
In der dritten Rückblende scheitert ein friedlicher Versuch der Einigung. Die kastilische Prinzessin Isabella heiratet einen portugiesischen Prinzen, doch dieser stirbt bei einem Reitunfall und kann daher nicht die kastilische Thronfolge antreten.
In einem Feldlager setzen sich Cabrita, Brito und Manoel zusammen und Cabrita fährt mit seinen Erzählungen fort. Der Leutnant hält territoriale Eroberungen für wenig wertvoll für die Menschheit. Entscheidend sei, was man der Menschheit gebe und nicht nehme. Von den Weltreichen seien nur Schatten und Ruinen übrig geblieben, allerdings auch Licht für die Zivilisation. Die Geschichte sei voller Rätsel. Die Portugiesen hätten neue Welten, neue Meere und neue Himmel entdeckt.
Cabrita zitiert als Beispiel in einer vierten Rückblende Die Lusiaden von Luís de Camões. Der Seefahrer und Entdecker Vasco da Gama landet dank der Hilfe von Venus auf der mythischen Insel der Liebe, wo die Seefahrer von Nymphen für ihre Taten belohnt werden. Der Leutnant erzählt eine Episode der Lusiaden, in der da Gama von der Göttin Thetis auf den höchsten Punkt der Insel geführt wird, wo sie ihm die Maschine der Welt zeigt, das Gesetz der kosmischen Harmonie.
Die Gruppe trifft im Basislager ein, von aus sie am nächsten Tag gegen die Rebellen antreten sollen. Am Abend berichtet Cabrita von der Idee Antonio Vieiras, das 5. Reich zu etablieren; ein katholisches Weltreich, in dem Christen sowie bekehrte Muslime und Juden harmonisch zusammen leben würden. Diese Idee sei von König Dom Sebastião aufgenommen worden, der versucht habe, es mit Gewalt in der Schlacht von Alcácer-Quibir 1578 gegen die Marokkaner  zu errichten.
Die Schlacht wird von Cabrita in einer fünften Rückblende geschildert. In dieser Sequenz kommt es zu einer Überblendung der Zeitebenen: Cabrita, Brito und Manoel sitzen als Teilnehmer der Expedition des Königs zusammen wie in der Gegenwart im Zelt des Basislagers und unterhalten sich 1578 über die Expedition aus der Perspektive der Gegenwart heraus. Einige Gefolgsleute des Königs halten diesen für wahnsinnig („Die Expedition eines verwunschenen Prinzen“).
Der König führt ein heterogenes Heer an, das sich aus Portugiesen, Spaniern, Italienern, Deutschen und einer Gruppe von Abenteurern zusammensetzt, die zusammen mit marokkanischen Verbündeten gegen den marokkanischen König kämpfen. Doch Dom Sebastião ist verwirrt und gibt keinen Angriffsbefehl, obwohl die Truppen des marokkanischen Königs ihnen bereits zusetzen und erste Verluste auftreten. Schließlich ergreift der Hauptmann der Abenteurer die Initiative und greift allein mit seiner Gruppe an. Die Schlacht endet in einem Gemetzel für die Portugiesen und ihre Verbündeten; die Leiche des Königs wird nie gefunden werden und er selbst zur Ikone des Sebastianismus.
Am nächsten Morgen zieht Cabritas Gruppe in den Busch. Sie geraten in einen Hinterhalt der Guerilla, der mit einer Sprengfalle beginnt, dann werden die Soldaten beschossen. Cabrita erschießt einen Baumschützen und wird selbst schwer getroffen. Die Gruppe muss sich zurückziehen. Cabrita wird ausgeflogen und in ein Militärhospital eingeliefert. Er befindet sich plötzlich als Don João von Portugal wieder auf dem Schlachtfeld von Alcácer-Quibir, begleitet von Brito und Manoel als portugiesische Krieger. Ein verletzter portugiesischer Ritter erscheint und hält einen Monolog über das Wort Non. Es sei ein furchtbares Wort, das sich von links wie nach rechts lese: „Es heißt immer Non!“. Es mache jede Hoffnung zunichte. Er tötet sich mit seinem Schwert.
Im Hospital erhält Cabrita Morphium. Der verschwundene König Dom Sebastião erscheint aus dem Nebel und wird von Cabrita gesehen. Der König nimmt sein Schwert an der Klinge in beide Hände und drückt fest zu. Sein Blut tropft aus der Schwertspitze ins Leere. Blut tropft in einen Infusionsbehälter, der offenbar Cabrita gehört. Cabrita stirbt. Ein Arzt injiziert Adrenalin, doch umsonst.
Cabritas Tod wird von einem anderen Patienten beobachtet. Sein ganzer Kopf ist verbunden, er kann nur mit seinem linken Auge sehen, nichts hören und nichts sagen. Der Arzt macht über Cabritas Tod eine Eintragung im Tagebuch: 25. April 1974. Der Film endet mit dem Abspann und einem Gesang aus den Lusiaden.

## Dramaturgischer Aufbau
Die Rahmenhandlung der Gegenwart 1974 ist realistisch inszeniert, die historischen Rückblenden sind dagegen stark stilisiert; die Bauten erinnern an Theaterdekorationen. Die Sequenz der Lusiaden ist vollständig surrealistisch angelegt; Camões Text wird von einem Hintergrundchor gesungen; in der deutschen Synchronisation wird der Text übersetzt untertitelt.
Um Gegenwart und Vergangenheit zu verklammern, setzte Oliveira die Hauptdarsteller sowohl in Rollen der Rahmenhandlung als auch in den Rückblenden ein. Cabritas Todestag, der 25. April 1974, ist der Beginn der Nelkenrevolution, die die seit 1926 bestehende Diktatur und den seit 1961 andauernden Kolonialkrieg beendet.

## Historischer Kontext
Non ist einer der ersten filmischen Versuche Portugals, die Kolonialkriege historisch aufzuarbeiten. Für Nicht-Portugiesen ist die Filmhandlung aufgrund der komplexen Erzählstruktur und der spezifisch portugiesischen historischen Ereignisse schwer nachvollziehbar.

## Kritik
Das Lexikon des internationalen Films bezeichnete den Film als einen „komplexe[n], gedankentiefe[n] Film von schwer zugänglicher Poesie“. Die Produktion sei „Meisterhaft in [ihrer] eigensinnigen Erzählstruktur“. Die „Bildmitteln“ könnten jedoch nicht immer überzeugen. Überhaupt sei der Film eher an „ein intellektuelles Minderheitenpublikum“ gerichtet.